# Bibliotheca Corviniana
Bibliotheca Corviniana, Biliotheca Corvina, Corvinae (węg. Mátyás könyvtára, na określenie kodeksów z niej pochodzących używa się także określeń: Corvinák, Mátyás Corvinák, ewentualnie Korvinák, Mátyás Korvinák, łac. Corvinae, wł. Biblioteca Corviniana) – biblioteka węgierskiego króla Macieja Korwina założona przy współudziale jego drugiej małżonki Beatrycze Aragońskiej na zamku w Budzie, tworzona pomiędzy 1460 a 1490 rokiem, uważana za jeden z najbardziej znanych i najwspanialszych księgozbiorów renesansowych. Bibliotekarzem zarządzającym księgozbiorem królewskim był przybyły z Italii humanista Galeotto Marzio.
Maciej rozpoczął tworzenie swej kolekcji około 1460 roku, systematycznie rozbudowując ją do stanu około 3000 woluminów (druków lub kodeksów rękopiśmiennych) w chwili swojej śmierci w 1490 roku, zwanych w historiografii i bibliologii mianem łacińskim Corvinae; kodeksy te zawierały łącznie około 4000–5000 dzieł, głównie autorów greckich i łacińskich.
Po śmierci króla Macieja Korwina, w okresie od 1490 do 1526 rokiem, biblioteka pozostała nienaruszona w swym zrębie, jednakże księgozbiór podlegał powolnemu i ciągłemu zubożeniu. Za rządów Władysława II Jagiellończyka poszczególne egzemplarze zaczęły znikać z księgozbioru, a tendencja ta utrzymała się jeszcze za panowania zmarłego na polu bitwy pod Mohaczem w dniu 29 sierpnia 1526 roku Ludwika II Jagiellończyka. W tym czasie ambasadorzy i humaniści spoza Węgier obecni w Budzie zakupili znaczną część kodeksów greckich i łacińskich. Pomimo powolnego wyprzedawania główna część biblioteki pozostała w zasadzie nienaruszona i w chwili zdobycia Budy przez osmańskiego sułtana Sulejmana Wspaniałego kolekcja ta była przechowywana na zamku królewskim. Sulejman spalił Budę i Peszt, jednakże sam zamek został oszczędzony, dzięki czemu ocalały zgromadzone na nim skarby, w tym Bibliotheca Corviniana. Corvinae były w częściach wywożone i stopniowo pojawiały się w stołecznym Konstantynopolu. W Konstantynopolu używano ich przez wiele lat dla doraźnych celów politycznych, w ten sposób, że części kolekcji były stopniowo darowywane rozmaitym ambasadorom i władcom. W ten sposób część Corvinianów trafiła między innymi do Torunia, Oksfordu i Lipska. 26 kodeksów Korwiniańskich zostało podarowane Franciszkowi Józefowi Habsburgowi i do dzisiaj są one przechowywane w Wiedniu. Pozostałości kolekcji zostały w 1862 roku odnalezione przez delegację z Węgier i od tego czasu są przechowywane w Budapeszcie. Do dzisiaj przetrwało tylko około 650 kodeksów Korwiniańskich (około 20% pierwotnego stanu).
W zbiorach toruńskich znajduje się manuskrypt opisujący bibliotekę w formie poematu florenckiego poety Naldo Naldiego, który ozdobił iluminacjami Attavante degli Attavanti.
Bibliotheca Corviniana była na przełomie XV i XVI wieku największą biblioteką na północ od Alp i drugą na świecie zaraz za Biblioteką Watykańską. W 1489 roku Bartolomeo della Fonte z Florencji napisał, że Wawrzyniec Medyceusz, zwany Wspaniałym, ufundował w 1470 roku swoją bibliotekę grecko-łacińską zwaną Medicea privata, stanowiącą bazę dla Biblioteki Laurenziany w oparciu o Fondo Mediceo wzorując się na bibliotece Macieja Korwina w Budzie.
Około 2/3 ocalałych tomów z kolekcji Korwiniańskiej nie zostało wydanych w formie drukowanej przed śmiercią króla Macieja w 1490 roku. Niektóre z kodeksów stanowiły jedyne istniejące autografy lub odpisy danych prac, jak na przykład dzieło Konstantyna Porfirogenety o obyczajach panujących na dworze cesarza bizantyńskiego, lub chociażby Historia Kościoła Nikeforosa Kallistosa. Co więcej, wiadomo że wraz z większością Corvinianów przepadły jedyne odnotowane kopie wielu dzieł, między innymi cała twórczość Hyperejdesa oraz pisma takich autorów jak Flaviusa Cresconiusa Corippusa i Prokopiusza z Cezarei.
Biblioteka Narodowa im. Széchényiego w Budapeszcie (Országos Széchényi Könyvtár) pracuje obecnie nad rekonstrukcją biblioteki Macieja Korwina w formie elektronicznej. Węgierska Biblioteka Narodowa posiada obecnie tylko 36 kodeksów z kolekcji Macieja Hunyadiego, kolejne 14 znajduje się w Bibliotece Węgierskiej Akademii Nauk w Budapeszcie. W stolicy Węgier znajdują się jeszcze dwa kodeksy Korwiniańskie, obecnie w zbiorach Biblioteki Uniwersytetu im. Loránda Eötvösa w Budapeszcie (węg. Egyetemi Könyvtár (Eötvös Loránd Tudományegyetem)). Łącznie na Węgrzech znajdują się tylko 54 księgi z biblioteki Macieja Korwina.
W zbiorach Wojewódzkiej Biblioteki Publicznej - Książnicy Kopernikańskiej znajduje się Kodeks Korwina( wł. Epistola de laudibus augustae bibliothecae atque libri quatuor versibus scripti eodem argumento ad serenissimum Mathiam Corvinum Panoniae regem, pol. List do Najjaśniejszego Macieja Korwina, króla Panonii, o pochwałach dostojnej biblioteki i księgach czterech wersetów napisanych na ten sam temat).
W 2005 roku pozostałości Biblioteki Korwiniańskiej zostały wpisane na listę Pamięci Świata UNESCO.